# Élections législatives marocaines de 1963
Les élections législatives de 1963 au Maroc ont eu lieu le 17 mai 1963 à la suite du référendum constitutionnel marocain de 1962 portant sur l'établissement de la première constitution du Maroc indépendant. Il s'agit du premier scrutin législatif depuis l'indépendance du Maroc en 1956.
Ces élections ont été remportées par le Front pour la défense des institutions constitutionnelles (FDIC), parti créé quelques mois avant le scrutin par Ahmed Reda Guedira, ami intime et conseiller spécial du roi Hassan II.

## Résultats
|  | Rang    | Parti                                                            | %                 | Sièges            |
|  | ------- | ---------------------------------------------------------------- | ----------------- | ----------------- |
|  | 1re     | Front pour la défense des institutions constitutionnelles (FDIC) | 47,9              | 69                |
|  | 2e      | Parti de l'Istiqlal (PI)                                         | 28,5              | 41                |
|  | 3e      | Union nationale des forces populaires (UNFP)                     | 19,4              | 28                |
|  | 4e      | Indépendants                                                     | 4,2               | 6                 |
|  | --      | Total                                                            | 100               | 144               |
|  | Sources | Perspective Monde                                                | Perspective Monde | Perspective Monde |